# Самуэль Ндунгу
Самуэль Ндунгу Ванджику  (англ. Samuel Ndungu Wanjiku; 4 апреля 1988) — кенийский легкоатлет, специализирующийся в беге на длинные дистанции. Первых успехов добился на соревнованиях в беге по пересеченной местности.

## Карьера
Ндунгу начал интересоваться легкой атлетикой в юном возрасте и в 12 лет примкнул к беговому клубу. Он посещал среднюю школу Кагондо недалеко от Ньяхуруру в провинции Рифт-Валли. В 2005 году, в пятнадцатилетнем возрасте, занимает 5 место на Региональном чемпионате Восточной Африки в беге по пересеченной местности среди юниоров. А в следующем году становится победителем юношеских соревнований среди мужчин на 8 км. В апреле 2007 года, 19-летний Ндунгу присоединился к Японской корпоративной команде Aichi Steel.
Переехав в Японию, Самуэль сосредоточился на забегах Track and field, установив личные рекорды на 5000 м и 10 000 м, со временем 13:30.29 и 27:48.03, соответственно. В 2008 году ему удается улучшить своё время на 5000 м до 13:28.44. Далее он занимает 3-е место в гонке Kosa 10 Mile Road Race и второе в Нагойском полумарафоне. Ндунгу продолжает бегать полумарафоны и в 2009 году ему удается снова войти в тройку в Нагои и стать четвертым в Саппоро. Первые крупные достижения пришли к спортсмену в 2010 году. После уверенной роли пейсмейкера на Марафоне озера Бива, он побеждает на Японском корпоративном чемпионате, установив свой личный рекорд в полумарафоне — 1:01:19. В этом же году он попадает в тройку лучших на полумарафоне в Саппоро. В 2011 году на Марафоне озера Бива помогает держать темп и установить рекорд трассы Уилсону Кипсангу, а затем выигрывает Полумарафон Маругаме, установив свой новый личный рекорд 1:00:55.
В 2012 году выигрывает Марафон озера Бива со вторым по скорости дебютом на марафоне в Японии (после олимпийского чемпиона Самуэля Ванджиру), опередив на полминуты поляка Хенрика Шоста, установившего в тот день польский рекорд.. В том же году, вернувшись к более коротким дистанциям, занимает второе место на полумарафоне Гифу, уступив своему соотечественнику Мартину Матати. Благодаря успешному дебюту, в 2012 году был приглашен на Чикагский марафон, где занял седьмое место, показав время 2:07:26.
В 2015 году во второй раз выигрывает Марафон озера Бива.

## Личные рекорды
- 5000 метров – 13:28.44 (2008)
- 10 000 метров – 27:48.03 (2007)
- 15 километров – 42:57 (2009)
- 20 километров – 57:47 (2011)
- Полумарафон – 1:00:55 (2011)
- 25 километров – 1:14:35 (2012)
- 30 километров – 1:29:04 (2012)
- Марафон – 2:07:04 (2012)